# Hrabstwo Monroe (Missouri)
Hrabstwo Monroe (ang. Monroe County) – hrabstwo w stanie Missouri w Stanach Zjednoczonych. Obszar całkowity hrabstwa obejmuje powierzchnię 670,23 mil2 (1 736 km²). Według danych z 2010 r. hrabstwo miało 8840 mieszkańców. Hrabstwo powstało w 1831 roku i nosi imię Jamesa Monroego – piątego prezydenta Stanów Zjednoczonych.

## Sąsiednie hrabstwa
- Hrabstwo Shelby (zachód)
- Hrabstwo Marion (północny wschód)
- Hrabstwo Ralls (wschód)
- Hrabstwo Audrain (południe)
- Hrabstwo Randolph (zachód)

## Miasta i miejscowości
- Madison
- Monroe City
- Paris

## Wsie
- Florida
- Holliday
- Stoutsville